# Benigno López
Benigno María López Benítez (Asunción, 6 de julio de 1961) es un abogado y político paraguayo. Fue ministro en el Ministerio de Hacienda de Paraguay (2018-2020), nombrado por el presidente Mario Abdo Benítez, quien es su hermano materno. 
Desde el 16 de noviembre de 2020 es Vicepresidente de Sectores y Conocimiento del Banco Interamericano de Desarrollo (BID).

## Biografía
Egresó como bachiller en ciencias y letras del colegio San José. En la Universidad Católica Nuestra Señora de la Asunción se graduó como abogado en 1986. Luego hizo una maestría en derecho en Universidad de Georgetown.
Entre 1980 y 2002 trabajó en el Banco Central del Paraguay, desempeñando diversas funciones: funcionario, jefe de la sección judicial y asesor jurídico.
Entre 2003 y 2007 realizó consultorías para clientes del ámbito público y privado.
Entre 2007 y 2012 fue miembro del directorio del Banco Central del Paraguay. También actuó como asesor del gobierno de Paraguay en la emisión de deuda soberana y frente al FMI.
Entre septiembre de 2014 y agosto de 2018 fue presidente del Instituto de Previsión Social (IPS). Dejó el cargo para asumir como Ministro de Hacienda, tras ser designado su hermano y presidente de Paraguay Mario Abdo Benítez, cargo que ocupó hasta el mes de octubre de 2020. Fue reemplazado por Óscar Llamosas Díaz quien se desempeñaba como Viceministro de Administración Financiera del Ministerio de Hacienda.